# Lista najwyższych budynków w Katowicach

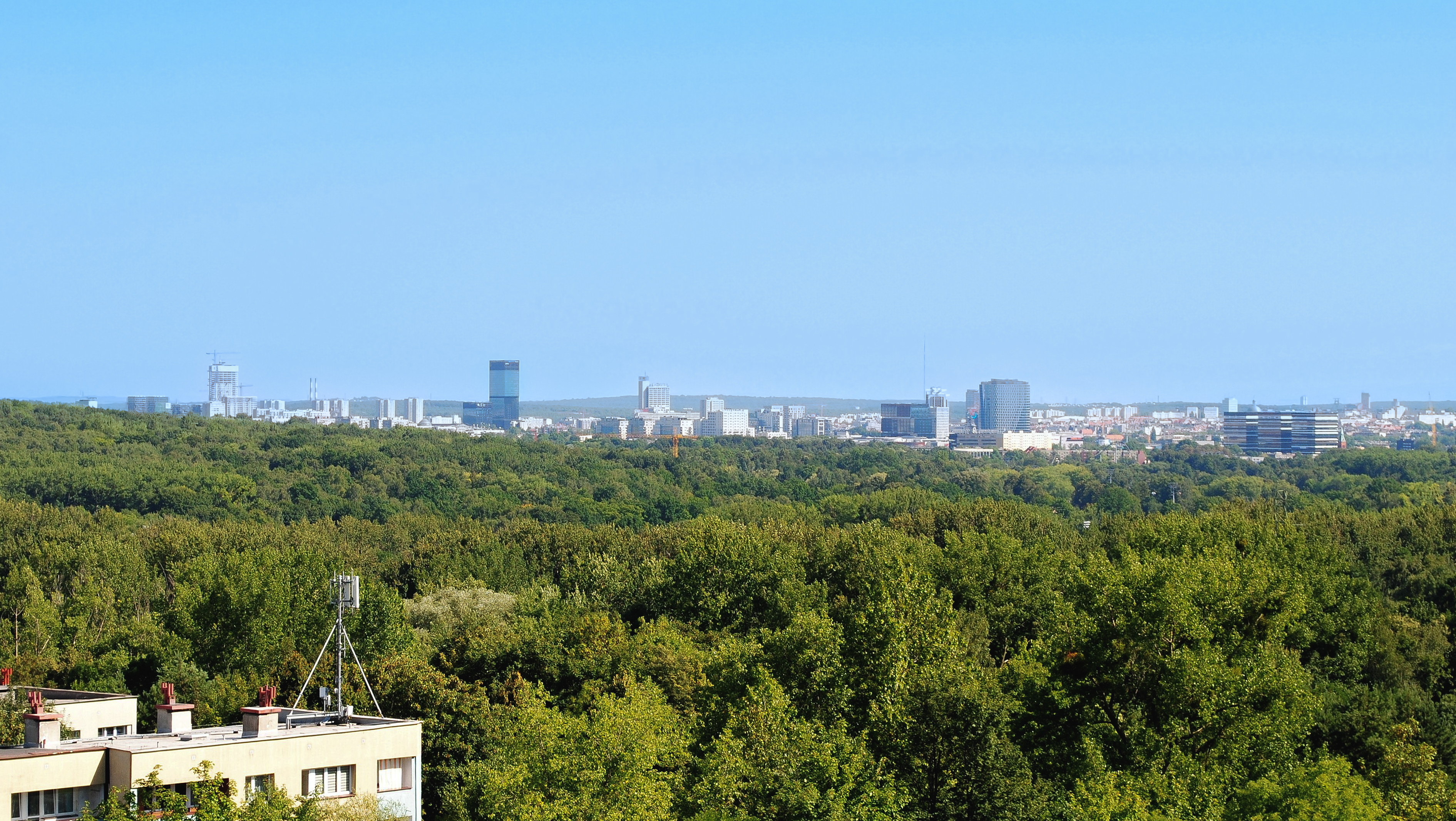
Widok na Katowice z d. wieży KWK „Prezydent” w Chorzowie w 2023 roku; od lewej widoczne m.in.: Pierwsza Dzielnica, Górnik I, Atal Olimpijska, Gwiazdy, biurowce .KTW, Dolarowce, Dębowe Tarasy, Superjednostka, Altus, Hapeerowiec, Chorzowska 50, Sokolska 30 Towers, Katowice Business Point, Craft, Stalexport, Face2Face Business Campus, Global Office Park i Silesia Business Park

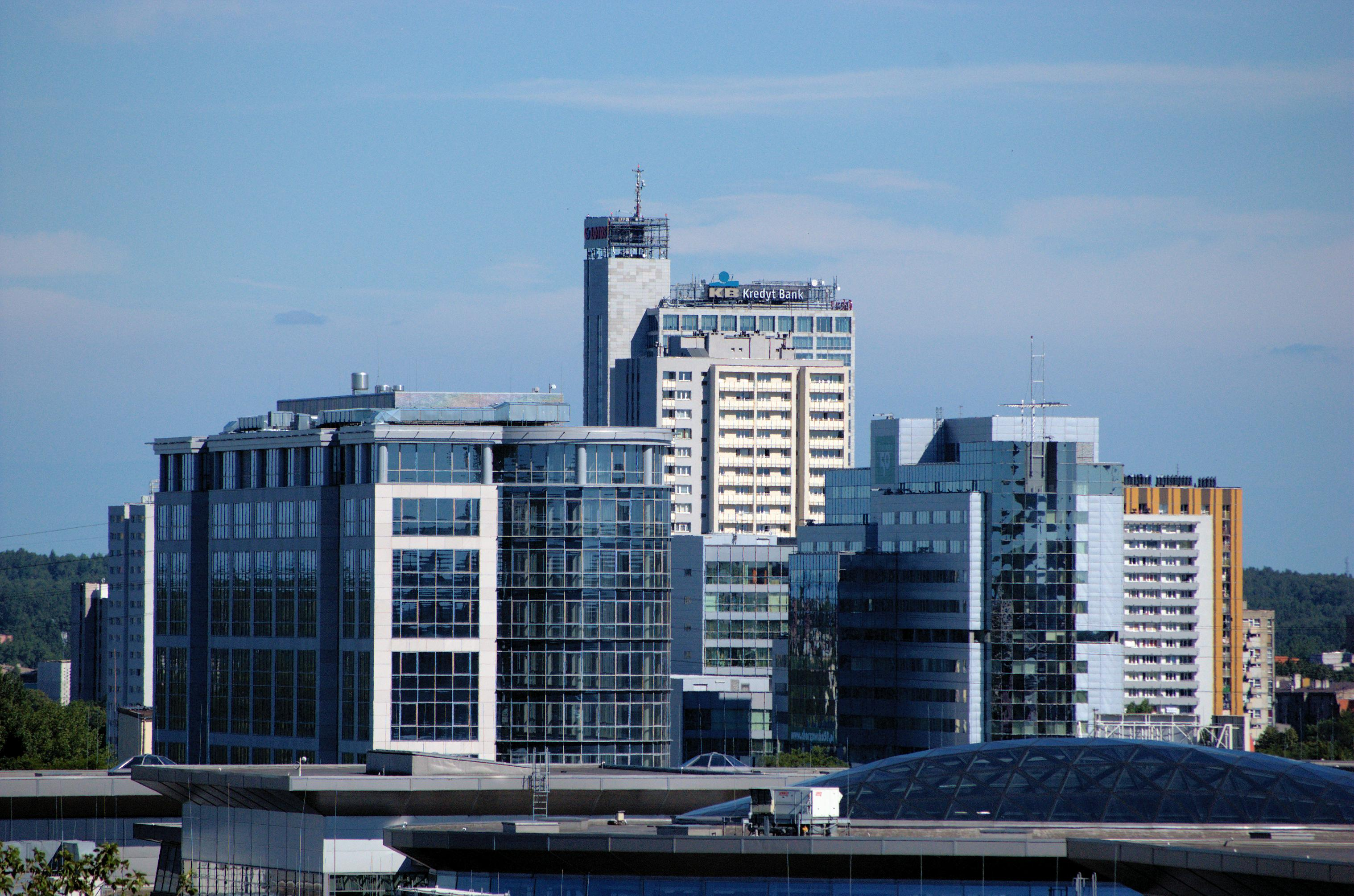
Widok na katowickie wieżowce w 2010 roku; widoczne są: Katowice Business Point, Altus, Hapeerowiec, Chorzowska 50, Superjednostka i Ślizgowiec

Lista najwyższych budynków w Katowicach – lista budynków położonych w granicach miasta Katowice, których wysokość całkowita wynosi co najmniej 55 m.
W Katowicach według stanu z połowy 2023 roku znajduje się ponad 60 budynków o wysokości co najmniej 50 metrów lub 16 kondygnacji, w tym około 50 budynków nie niższych niż 60 metrów. Są też drugim po Warszawie miastem w Polsce pod względem liczby wysokościowców.
W całych Katowicach dominuje zabudowa średniowysoka, w dzielnicach peryferyjnych miasta, zwłaszcza w rejonie południowo-zachodnich, niska. Budynki wysokie (25–55 m) i wysokościowe (ponad 55 m) skupione są głównie w Śródmieściu oraz w kilkunastu osiedlach mieszkaniowych na terenie miasta. Rozciągają się one w osi równoleżnikowej wzdłuż Rawy (ulica Chorzowska i aleja W. Roździeńskiego), tworząc kilka „wysp”: osiedle W. Roździeńskiego, rejon ronda gen. J. Ziętka oraz osiedle Tysiąclecia. Południowe i północne zamknięcie Śródmieścia tworzą dominanty przy autostradzie A4 (ulice Wita Stwosza i Francuska; odpowiednio biurowce Wojewódzki i Francuska 70) oraz na Koszutce (plac Gwarków i ulica Katowicka; odpowiednio GIG Office Point i Górnik I).
Znaczną wysokością całkowitą w Katowicach wyróżnia się też szereg obiektów sakralnych, w tym: kościół śś. Piotra i Pawła (86 m) kościół Mariacki (71 m) czy katedra Chrystusa Króla (64 m), a spośród budowli niebędących budynkami do najwyższych należą m.in.: wieża wodna w Borkach (68 m), wieże szybowe kopalń węgla kamiennego (około 55 m) i kominy ciepłowni przy d. kopalniach „Wieczorek” i „Wujek” (ponad 100 m).
Wysokościowce Katowic powstały w różnych okresach historycznych i prezentują różne nurty architektoniczne XX i XXI wieku.

## Budynki ukończone
Stan na maj 2025 roku. Z uwagi na rozbieżności w źródłach odnośnie liczby kondygnacji i wysokościach niektórych budynków, w tabeli podano maksymalne podawane wartości.
| Lp. | Nazwa budynku              | Adres                  | Dzielnica         | Rodzaj     | Wys. całk. [m] | Liczba kond. nadz. | Rok ukończ. budowy | Architekt                            | Źr.                               |
| --- | -------------------------- | ---------------------- | ----------------- | ---------- | -------------- | ------------------ | ------------------ | ------------------------------------ | --------------------------------- |
| 1   | .KTW II                    | al. Roździeńskiego 1   | Koszutka          | biurowy    | 134            | 31                 | 2022               | P. Łukasik; Ł. Zagała                | [ 5 ] [ 6 ] [ 7 ]                 |
| 2   | Altus                      | ul. Uniwersytecka 13   | Śródmieście       | biurowy    | 125            | 30                 | 2003               | D. Paleta                            | [ 3 ] [ 8 ] [ 9 ] [ 10 ]          |
| 3   | Global Office Park A1      | ul. Zabrska 17         | Śródmieście       | biurowy    | 109            | 25                 | 2022               | Cavatina Holding                     | [ 11 ] [ 12 ] [ 13 ]              |
| 4   | Global Office Park A2      | ul. Zabrska 19         | Śródmieście       | biurowy    | 109            | 25                 | 2022               | Cavatina Holding                     | [ 11 ] [ 12 ] [ 14 ]              |
| 5   | Wojewódzki                 | ul. Stwosza 31         | Śródmieście       | biurowy    | 105            | 24                 | 1985               | K. Pielawa, E. Raczek                | [ 3 ] [ 6 ] [ 15 ] [ 16 ]         |
| 6   | Stalexport A               | ul. Mickiewicza 29     | Śródmieście       | biurowy    | 99             | 22                 | 1981               | Đ. Grujičić                          | [ 3 ] [ 17 ] [ 18 ] [ 19 ] [ 20 ] |
| 7   | Stalexport B               | ul. Mickiewicza 29     | Śródmieście       | biurowy    | 92             | 20                 | 1982               | Đ. Grujičić                          | [ 3 ] [ 17 ] [ 18 ] [ 19 ] [ 21 ] |
| 8   | Global Apartments          | ul. Zabrska 15         | Śródmieście       | mieszkalny | 90             | 25                 | 2024               | Cavatina Holding                     | [ 11 ] [ 12 ] [ 22 ]              |
| 9   | Kukurydza 1                | ul. Z. Czarnego 4      | Os. Tysiąclecia   | mieszkalny | 90             | 27                 | 1988               | H. Buszko; A. Franta                 | [ 3 ] [ 23 ] [ 24 ]               |
| 10  | Kukurydza 3                | ul. Z. Czarnego 10     | Os. Tysiąclecia   | mieszkalny | 87             | 26                 | 1991               | H. Buszko; A. Franta                 | [ 3 ] [ 23 ] [ 25 ]               |
| 11  | Kościół śś. Piotra i Pawła | ul. Mikołowska         | Śródmieście       | sakralny   | 86             | –                  | 1902               | J. Ebers                             | [ 4 ] [ 26 ]                      |
| 12  | Kukurydza 2                | ul. Z. Czarnego 6      | Os. Tysiąclecia   | mieszkalny | 85             | 26                 | 1989               | H. Buszko; A. Franta                 | [ 3 ] [ 23 ] [ 27 ]               |
| 13  | Hapeerowiec                | ul. Sokolska 33        | Śródmieście       | mieszkalny | 83             | 24                 | 1970               | J. Jarecki; M. Skałkowski            | [ 3 ] [ 6 ] [ 28 ] [ 29 ] [ 30 ]  |
| 14  | Gwiazda 1                  | al. Roździeńskiego 86  | Zawodzie          | mieszkalny | 81             | 27                 | 1978               | Buszko; Franta; Szewczyk             | [ 3 ] [ 31 ]                      |
| 15  | Gwiazda 2                  | al. Roździeńskiego 86a | Zawodzie          | mieszkalny | 81             | 27                 | 1978               | Buszko; Franta; Szewczyk             | [ 3 ] [ 31 ]                      |
| 16  | Gwiazda 3                  | al. Roździeńskiego 88  | Zawodzie          | mieszkalny | 81             | 27                 | 1978               | Buszko; Franta; Szewczyk             | [ 3 ] [ 31 ]                      |
| 17  | Gwiazda 4                  | al. Roździeńskiego 90  | Zawodzie          | mieszkalny | 81             | 27                 | 1978               | Buszko; Franta; Szewczyk             | [ 3 ] [ 31 ]                      |
| 18  | Gwiazda 5                  | al. Roździeńskiego 96  | Zawodzie          | mieszkalny | 81             | 27                 | 1978               | Buszko; Franta; Szewczyk             | [ 3 ] [ 31 ]                      |
| 19  | Gwiazda 6                  | al. Roździeńskiego 98  | Zawodzie          | mieszkalny | 81             | 27                 | 1978               | Buszko; Franta; Szewczyk             | [ 3 ] [ 31 ]                      |
| 20  | Gwiazda 7                  | al. Roździeńskiego 100 | Zawodzie          | mieszkalny | 81             | 27                 | 1978               | Buszko; Franta; Szewczyk             | [ 3 ] [ 31 ]                      |
| 21  | Bazylika św. Szczepana     | ul. ks. Markiefki      | Bogucice          | sakralny   | 80             | –                  | 1894               | P. Jackisch                          | [ 32 ] [ 33 ]                     |
| 22  | Francuska 70               | ul. Francuska 70       | Os. Pad.-Much.    | biurowy    | 73             | 16                 | 1965               | ?                                    | [ 3 ] [ 34 ]                      |
| 23  | Kościół Mariacki           | ul. Mariacka           | Śródmieście       | sakralny   | 71             | –                  | 1870               | A. Langer                            | [ 3 ] [ 35 ] [ 36 ] [ 37 ]        |
| 24  | Chorzowska 50              | ul. Chorzowska 50      | Śródmieście       | biurowy    | 68             | 13                 | 2001               | Biuro Architektoniczne MAT           | [ 3 ] [ 38 ] [ 39 ]               |
| 25  | Kościół św. A. z Padwy     | al. Niepodległości     | Dąbrówka Mała     | sakralny   | 68             | –                  | 1912               | J. Meyers; R. Fischer                | [ 40 ]                            |
| 26  | .KTW I                     | al. Roździeńskiego 1   | Koszutka          | biurowy    | 66             | 14                 | 2018               | P. Łukasik; Ł. Zagała                | [ 5 ] [ 6 ]                       |
| 27  | GIG Office Point           | al. Korfantego 79      | Koszutka          | biurowy    | 65             | 13                 | 1971               | ?                                    | [ 3 ] [ 41 ] [ 42 ]               |
| 28  | Arch. Chrystusa Króla      | ul. Plebiscytowa       | Śródmieście       | sakralny   | 64             | –                  | 1955               | Z. Gawlik; F. Mączyński              | [ 43 ] [ 44 ] [ 45 ]              |
| 29  | Kościół św. Józefa         | ul. Gliwicka           | Załęże            | sakralny   | 64             | –                  | 1900               | L. Schneider                         | [ 46 ]                            |
| 30  | Sokolska 30 Towers A       | ul. Sokolska 30        | Śródmieście       | mieszkalny | 63             | 18                 | 2021               | W. Wojciechowski                     | [ 6 ] [ 47 ]                      |
| 31  | Sokolska 30 Towers B       | ul. Sokolska 30        | Śródmieście       | mieszkalny | 63             | 18                 | 2021               | W. Wojciechowski                     | [ 6 ] [ 47 ]                      |
| 32  | Drapacz Chmur              | ul. Żwirki i Wigury 15 | Śródmieście       | mieszkalny | 62             | 14                 | 1934               | T. Kozłowski; S. Bryła               | [ 3 ] [ 48 ] [ 49 ]               |
| 33  | Górnik I                   | ul. Katowicka 65       | Koszutka          | mieszkalny | 62             | 19                 | 1965               | M. Król                              | [ 3 ] [ 6 ] [ 50 ] [ 51 ]         |
| 34  | Chrobrego 2                | ul. B. Chrobrego 2     | Os. Tysiąclecia   | mieszkalny | 62             | 19                 | 1982               | Buszko; Franta; Dziewoński; Szewczyk | [ 3 ] [ 52 ] [ 53 ] [ 54 ]        |
| 35  | Piastów 9                  | ul. Piastów 9          | Os. Tysiąclecia   | mieszkalny | 62             | 19                 | 1982               | Buszko; Franta; Dziewoński; Szewczyk | [ 3 ] [ 52 ] [ 53 ] [ 55 ]        |
| 36  | Tysiąclecia 78             | ul. Tysiąclecia 78     | Os. Tysiąclecia   | mieszkalny | 62             | 19                 | 1982               | Buszko; Franta; Dziewoński; Szewczyk | [ 52 ] [ 53 ] [ 56 ]              |
| 37  | Tysiąclecia 88             | ul. Tysiąclecia 88     | Os. Tysiąclecia   | mieszkalny | 62             | 19                 | 1982               | Buszko; Franta; Dziewoński; Szewczyk | [ 52 ] [ 53 ] [ 57 ]              |
| 38  | Tysiąclecia 90             | ul. Tysiąclecia 90     | Os. Tysiąclecia   | mieszkalny | 62             | 19                 | 1982               | Buszko; Franta; Dziewoński; Szewczyk | [ 52 ] [ 53 ] [ 58 ]              |
| 39  | Tysiąclecia 92             | ul. Tysiąclecia 92     | Os. Tysiąclecia   | mieszkalny | 62             | 19                 | 1982               | Buszko; Franta; Dziewoński; Szewczyk | [ 52 ] [ 53 ] [ 59 ]              |
| 40  | Ułańska 5                  | ul. Ułańska 5          | Os. Tysiąclecia   | mieszkalny | 62             | 19                 | 1982               | Buszko; Franta; Dziewoński; Szewczyk | [ 3 ] [ 52 ] [ 53 ] [ 60 ]        |
| 41  | Ułańska 7                  | ul. Ułańska 7          | Os. Tysiąclecia   | mieszkalny | 62             | 19                 | 1982               | Buszko; Franta; Dziewoński; Szewczyk | [ 3 ] [ 52 ] [ 53 ] [ 61 ]        |
| 42  | Ułańska 9                  | ul. Ułańska 9          | Os. Tysiąclecia   | mieszkalny | 62             | 19                 | 1982               | Buszko; Franta; Dziewoński; Szewczyk | [ 3 ] [ 52 ] [ 53 ] [ 62 ]        |
| 43  | Ułańska 11                 | ul. Ułańska 11         | Os. Tysiąclecia   | mieszkalny | 62             | 19                 | 1982               | Buszko; Franta; Dziewoński; Szewczyk | [ 3 ] [ 52 ] [ 53 ] [ 63 ]        |
| 44  | Ułańska 16                 | ul. Ułańska 16         | Os. Tysiąclecia   | mieszkalny | 62             | 19                 | 1982               | Buszko; Franta; Dziewoński; Szewczyk | [ 3 ] [ 52 ] [ 53 ] [ 64 ]        |
| 45  | Superjednostka             | al. Korfantego 16-32   | Śródmieście       | mieszkalny | 61             | 18                 | 1970               | M. Król                              | [ 3 ] [ 65 ] [ 66 ] [ 67 ] [ 68 ] |
| 46  | Nowe Tysiąclecie A1        | ul. Tysiąclecia 24     | Os. Tysiąclecia   | mieszkalny | 60             | 17                 | 2019               | L. Moska; M. Rachuba                 | [ 69 ] [ 70 ]                     |
| 47  | Nowe Tysiąclecie A2        | ul. Tysiąclecia 18     | Os. Tysiąclecia   | mieszkalny | 60             | 17                 | 2019               | L. Moska; M. Rachuba                 | [ 69 ] [ 70 ]                     |
| 48  | Nowe Tysiąclecie B1        | ul. Tysiąclecia 22     | Os. Tysiąclecia   | mieszkalny | 60             | 17                 | 2019               | L. Moska; M. Rachuba                 | [ 69 ] [ 70 ]                     |
| 49  | Nowe Tysiąclecie B3        | ul. Tysiąclecia 16     | Os. Tysiąclecia   | mieszkalny | 60             | 17                 | 2019               | L. Moska; M. Rachuba                 | [ 69 ] [ 70 ]                     |
| 50  | Ślizgowiec                 | al. Korfantego 8       | Śródmieście       | mieszkalny | 60             | 20                 | 1968               | S. Kwaśniewicz; T. Krzysztofiak      | [ 3 ] [ 65 ] [ 72 ] [ 73 ]        |
| 51  | Tysiąclecia 1              | ul. Tysiąclecia 1      | Os. Tysiąclecia   | mieszkalny | 60             | 19                 | 1982               | Buszko; Franta; Dziewoński; Szewczyk | [ 53 ] [ 74 ]                     |
| 52  | Kukurydza 4                | ul. Z. Czarnego 2      | Os. Tysiąclecia   | mieszkalny | 56             | 18                 | 1999               | H. Buszko; A. Franta                 | [ 6 ] [ 23 ] [ 75 ]               |
| 53  | Kukurydza 5                | ul. Z. Czarnego 9      | Os. Tysiąclecia   | mieszkalny | 56             | 18                 | 2000               | H. Buszko; A. Franta                 | [ 6 ] [ 23 ] [ 76 ] [ 77 ]        |
| 54  | Craft                      | ul. Chorzowska 105     | Dąb               | biurowy    | 55             | 14                 | 2023               | Czora&Czora                          | [ 6 ] [ 77 ]                      |
| 55  | DL Tower                   | al. Korfantego 138     | Wełnowiec-Józef.  | biurowy    | 55             | 13                 | 2022               | Ostrowscy Architekci                 | [ 78 ] [ 79 ]                     |
| 56  | Face2Face II               | ul. Żelazna 2          | Dąb               | biurowy    | 55             | 14                 | 2020               | Grupa 5 Architekci                   | [ 77 ] [ 80 ] [ 81 ]              |
| 57  | Kościół św. Anny           | pl. Wyzwolenia         | Janów-Nikiszowiec | sakralny   | 55             | –                  | 1927               | E. i G. Zillmannowie                 | [ 3 ] [ 82 ]                      |
| 58  | Silesia Business Park A    | ul. Chorzowska 152     | Dąb               | biurowy    | 55             | 12                 | 2018               | P. Łukasik; Ł. Zagała                | [ 77 ] [ 83 ]                     |
| 59  | Silesia Business Park B    | ul. Chorzowska 150     | Dąb               | biurowy    | 55             | 12                 | 2018               | P. Łukasik; Ł. Zagała                | [ 77 ] [ 83 ]                     |
| 60  | Silesia Business Park C    | ul. Chorzowska 148     | Dąb               | biurowy    | 55             | 12                 | 2018               | P. Łukasik; Ł. Zagała                | [ 77 ] [ 83 ]                     |
| 61  | Silesia Business Park D    | ul. Chorzowska 146     | Dąb               | biurowy    | 55             | 12                 | 2018               | P. Łukasik; Ł. Zagała                | [ 77 ] [ 83 ]                     |

## Budynki w budowie
Stan na maj 2025 roku.
| Lp. | Nazwa budynku     | Adres          | Dzielnica   | Rodzaj     | Wys. całk. [m] | Liczba kond. nadz. | Plan. rok ukończ. budowy | Architekt             | Źr.           |
| --- | ----------------- | -------------- | ----------- | ---------- | -------------- | ------------------ | ------------------------ | --------------------- | ------------- |
| 1   | Atal Olimpijska B | ul. Olimpijska | Bogucice    | mieszkalny | 128            | 36                 | 2025                     | W. Wojciechowski      | [ 6 ]         |
| 2   | Atal Sky+ A       | al. Korfantego | Koszutka    | mieszkalny | 122            | 35                 | 2026                     | HRA Architekci        | [ 6 ] [ 84 ]  |
| 3   | Atal Olimpijska A | ul. Olimpijska | Bogucice    | mieszkalny | 60             | 18                 | 2025                     | W. Wojciechowski      | [ 6 ]         |
| 4   | Atal Olimpijska C | ul. Olimpijska | Bogucice    | mieszkalny | 60             | 18                 | 2025                     | W. Wojciechowski      | [ 6 ]         |
| 5   | Mikato            | ul. ks. Skargi | Śródmieście | mieszkalny | 59             | 18                 | 2026                     | P. Łukasik; Ł. Zagała | [ 85 ] [ 86 ] |

## Budynki planowane
Stan na maj 2025 roku.
| Lp. | Nazwa budynku           | Adres          | Dzielnica   | Rodzaj     | Wys. całk. [m] | Liczba kond. nadz. | Plan. rok ukończ. budowy | Architekt | Źr.                         |
| --- | ----------------------- | -------------- | ----------- | ---------- | -------------- | ------------------ | ------------------------ | --------- | --------------------------- |
| 1   | O27 Apartamenty Opolska | ul. Opolska 27 | Śródmieście | mieszkalny | 95             | 29                 | 2028                     | ?         | [ 87 ] [ 88 ] [ 89 ] [ 90 ] |

## Budynki nieistniejące
Stan na maj 2025 roku.
| Lp. | Nazwa budynku | Adres                | Dzielnica | Rodzaj  | Wys. całk. [m] | Liczba kond. nadz. | Rok ukończ. budowy | Rok rozb. | Architekt    | Źr.                                      |
| --- | ------------- | -------------------- | --------- | ------- | -------------- | ------------------ | ------------------ | --------- | ------------ | ---------------------------------------- |
| 1   | Bud. DOKP     | al. Roździeńskiego 1 | Koszutka  | biurowy | 90             | 18                 | 1974               | 2015      | J. Gottfried | [ 17 ] [ 3 ] [ 92 ] [ 93 ] [ 94 ] [ 95 ] |

## Historia

### Lata międzywojenne

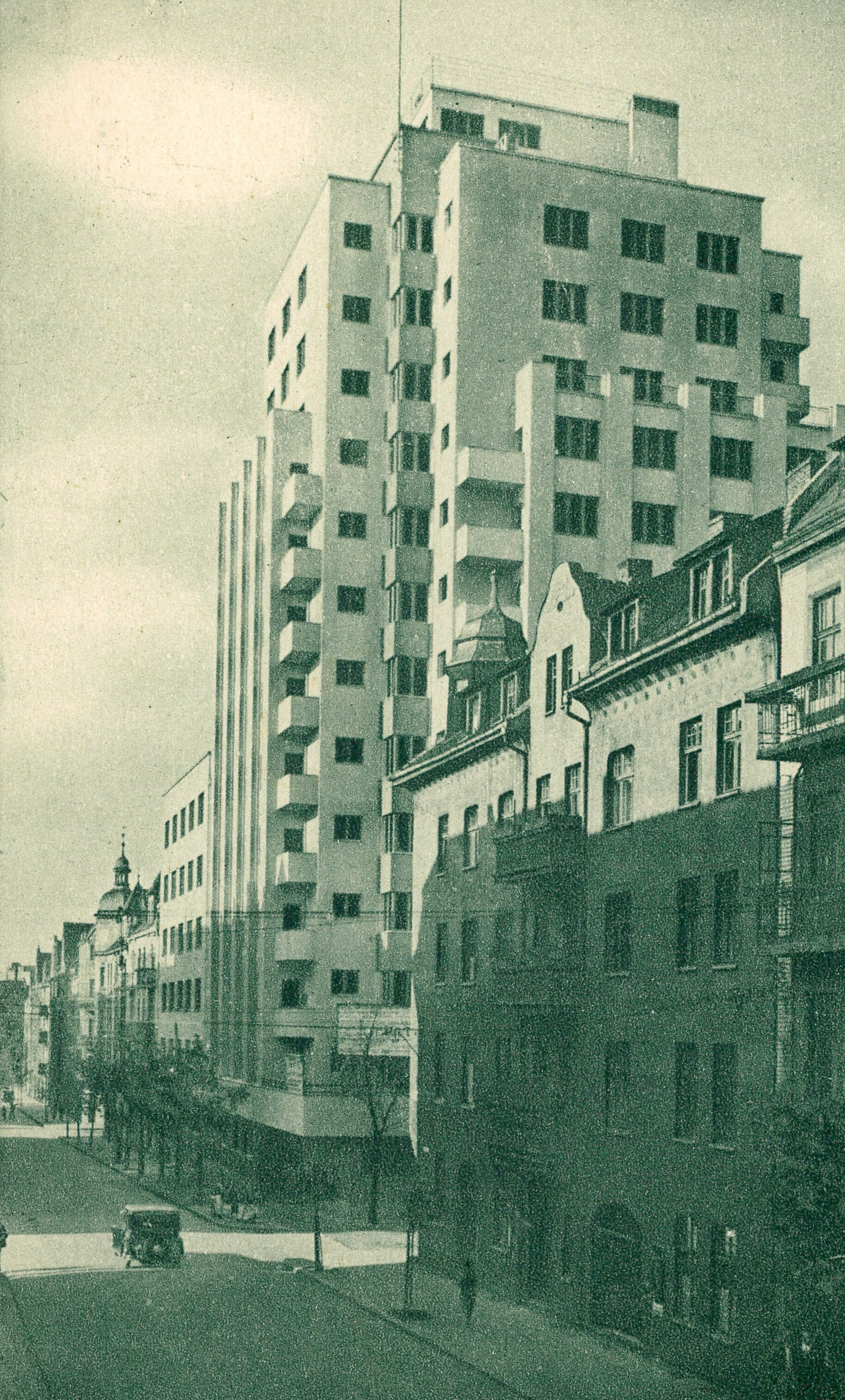
Gmach Izby Skarbowej (tzw. Drapacz Chmur) na przełomie lat 20. i 30. XX wieku

Początki pierwszych wieżowców w Katowicach sięgają lat międzywojennych. Miasto po włączeniu w 1922 roku do II Rzeczypospolitej stały się stolicą autonomicznego województwa śląskiego, a wraz z tym wzrosło znaczenie miasta jako ośrodka decyzyjnego. Rozwój urbanistyczny Katowic w tym okresie nakierowano na południe, a pierwsze plany nowej urbanistyki miasta opracowano w latach 1924 i 1930. W 1925 roku został rozpisany konkurs na urbanistyczną regulację i przebudowę Katowic. Wybrany projekt Władysława Czarneckiego i Mariana Spychalskiego, który został zrealizowany częściowo, zakładał m.in. promowanie budownictwa wysokiego – wieżowców. Okres tez zbiegł się wraz z rozwojem w Europie nurtów sztuki nowoczesnej awangardy.
Jedną z pierwszych prób wprowadzenia wysokiej zabudowy w Katowicach był ośmiokondygnacyjny dom dla pracowników Śląskich Technicznych Zakładów Naukowych projektu Eustachego Chmielewskiego. Budynek ten, znajdujący się przy ulicy Wojewódzkiej 23, został oddany do użytku w 1931 roku i do czasu wybudowania Drapacza Chmur był najwyższym budynkiem w mieście. Dom profesorów ŚTZN uznawany jest za pierwszy wieżowiec wybudowany w czasach II Rzeczypospolitej. Wcześniej niż dom profesorów ŚTZN w ówczesnej Polsce istniały jedynie: powstały w 1908 roku, 51,5-metrowy wysokościowiec PAST-y w Warszawie i 35-metrowy, oddany do użytku w 1911 roku hotel „Savoy” w Łodzi.
W 1934 roku oddano do użytku wieżowiec Urzędu Skarbowego przy ulicy Żwirki i Wigury, zwany „Drapaczem Chmur”. Powstał on według projektu Tadeusza Kozłowskiego i Stefana Bryły, a jego formuła wyrastała z doświadczeń Bauhausu i Le Corbusiera. Drapacz Chmur był w momencie ukończenia budowy drugim najwyższym budynkiem w przedwojennej Polsce (wyższy był tylko wieżowiec Prudential o kilka metrów). Powstały w 1933 roku warszawski wieżowiec mierzył wówczas 66 metrów. 
Do 1939 roku wybudowano jeszcze w Katowicach kilka wysokich budynków, w tym ukończony w 1939 roku wielobryłowy budynek w kwartale ulic: H. Jordana, M. Skłodowskiej-Curie i PCK. Wyższa część tego gmachu ma 9 kondygnacji i 32,9 m wysokości.
Już w latach międzywojennych wysokościowce stały się symbolami Katowic, a w latach 30. XX wieku miasto było nazywane „Polskim Chicago”. Budynki miały te także charakter propagandowy – miały pokazać siłę województwa śląskiego w pozostałych częściach Polski oraz za granicą, przede wszystkim w Niemczech, by pokazać że polski Górny Śląsk radzi sobie lepiej pod względem gospodarczym i społecznym. Katowice w tym okresie wraz z Warszawą były głównymi miastami, w których przed II wojną światową wznoszono wieżowce. W tych też miastach toczyła się rywalizacja o posiadanie najwyższego budynku w Polsce.

### Okres Polski Ludowej

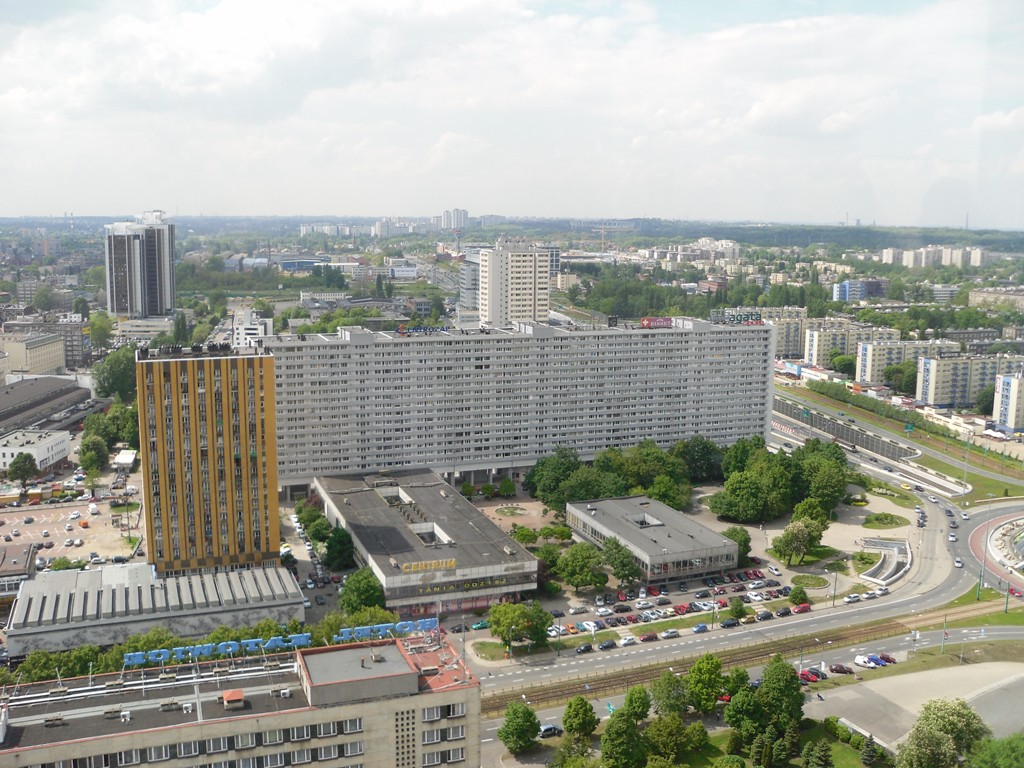
Fragment centrum Katowic w maju 2011 roku z widocznymi na zdjęciu wysokościowcami z czasów Polski Ludowej: wieżowce „Stalexportu”, Ślizgowiec, Superjednostka i Hapeerowiec

W początkowym okresie Polski Ludowej, pod koniec lat 40. XX wieku narzucono w architekturze doktrynę socrealizmu, negując charakterystyczny w latach międzywojennych w Katowicach funkcjonalizm. Epizod ten jednak trwał krótko. Po 1956 roku zmieniła się koncepcja Śródmieścia Katowic. W miejsce obrzeżnych i stosunkowo niskich budynków przyjęto zasadę wznoszenia luźnej zabudowy o zróżnicowanej kubaturze, z licznymi wysokościowcami stanowiącymi dominanty i oraz symbolizującymi wielkomiejskość Katowic. W okresie Polski Ludowej, w ówczesnej prasie bardzo często akcentowano symboliczną funkcję katowickich wysokościowców. Podkreślano również praktyczny wymiar takiej zabudowy, gdyż umożliwiała ona oszczędne gospodarowanie terenem pod zabudowę.
Ogłoszony w 1954 roku konkurs na ukształtowanie katowickiego Śródmieścia wyłonił koncepcję Wiktora Lipowczana, Zygmunta Majerskiego, Ernesta Szarego i Adama Woźniaka. Koncepcja ta lokowała centrum miasta wokół przestrzeni Rynku połączonej z wytyczonym w 1965 roku rondem wiążącym trasy przelotowe w kierunku Chorzowa, Siemianowic Śląskich i Sosnowca oraz rozległą arterię komunikacyjną (późniejszą aleję W. Korfantego). Z biegiem czasu aleja ta wzbogaciła się o nowoczesną zabudową.

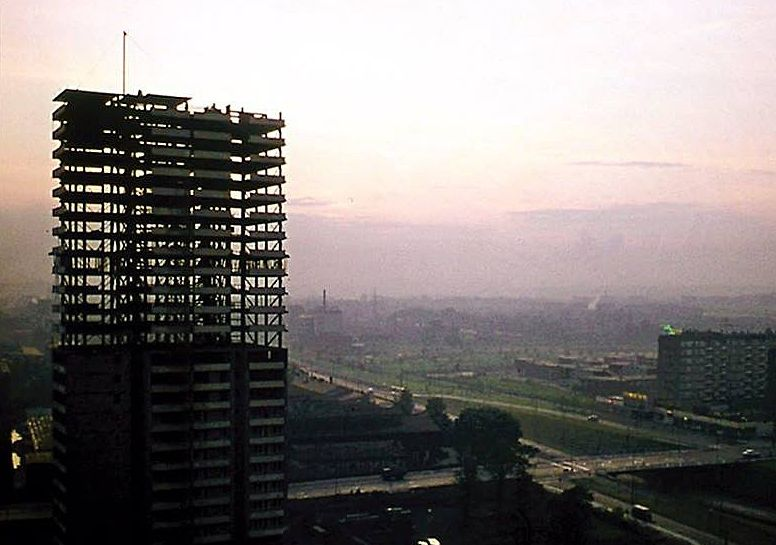
Budowa Hapeerowca w 1968 roku

W latach 1966–1968 wzniesiono pierwszy po wojnie dwudziestokondygnacyjny wysokościowiec zaprojektowany przez Stanisława Kwaśniewicza i Tadeusza Krzysztofiaka – Ślizgowiec. Układ architektoniczny zachodniej strony alei W. Korfantego zamknął budowany w latach 1961–1970 gmach mieszkalny zwany Superjednostką. Zaprojektowany przez Mieczysława Króla wysokościowiec nawiązywał do Jednostki Marsylskiej Le Corbusiera. W 1970 roku zasiedlono pierwszy budynek w Katowicach o liczbie pięter przekraczającej 20 – był nim Hapeerowiec.
Szczególne znaczenie urbanistyczne Katowic zyskała w latach 60. i 70. przestrzeń wokół ronda im. gen. J Ziętka. Powstało tam w sąsiedztwie hali „Spodek”, zaprojektowany przez Jerzego Gottfrieda wieżowiec Śląskiej Dyrekcji Okręgowej Kolei Państwowych, który korespondował horyzontalnie ze „Spodkiem”. Budynek ten w zamierzeniu architekta stanowił nawiązanie do kompleksu budynków Kongresu Narodowego w Brasília projektu Oskara Niemeyera.

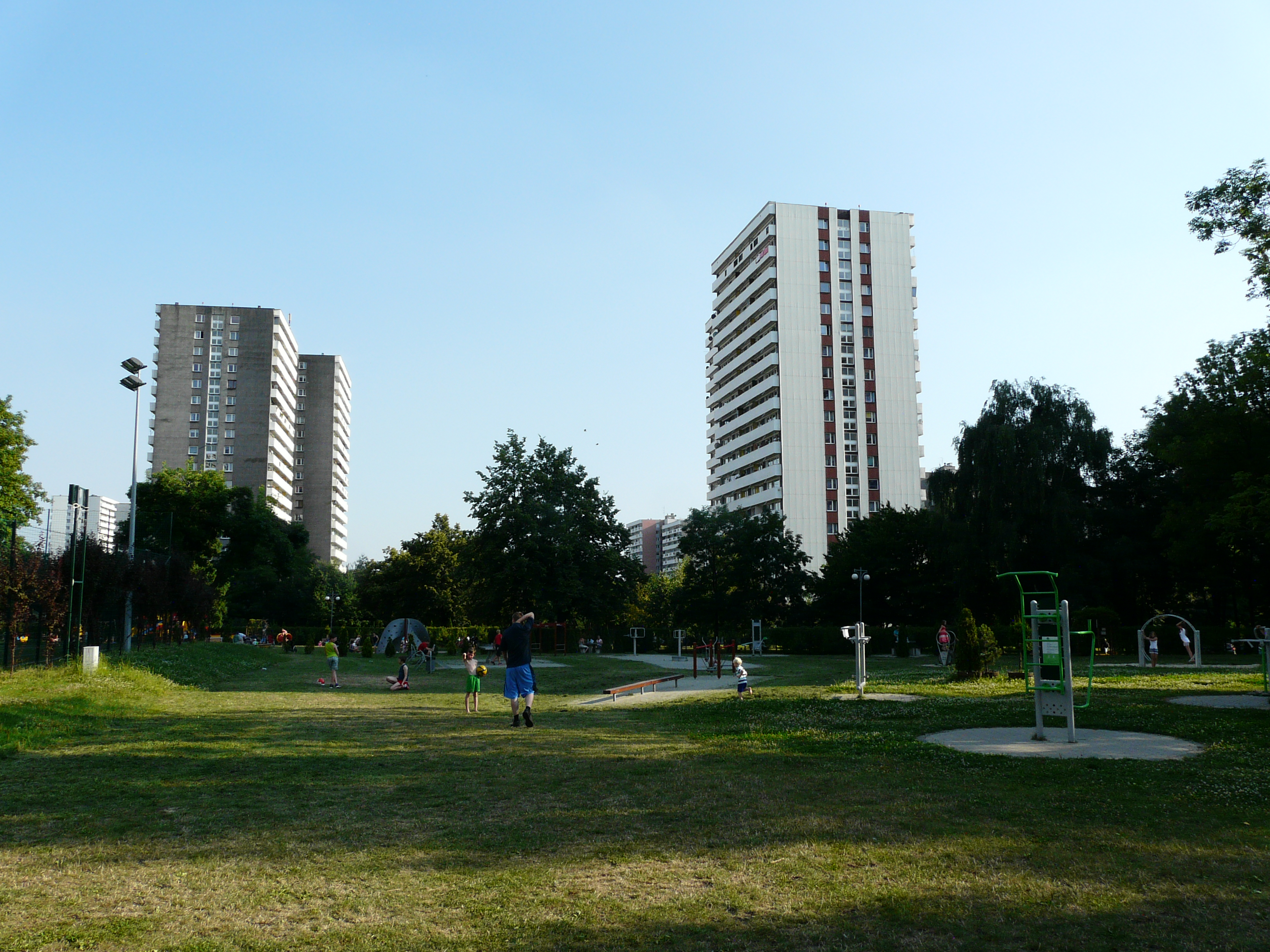
Fragment osiedla Tysiąclecia Górnego (rejon ulicy Tysiąclecia) w 2013 roku

Budynki wzdłuż strefy Rondo–Rynek wyróżniają się swoją wartością na tle masowo realizowanego w tym okresie budownictwa. Powszechnie realizowano program taniego budownictwa mieszkaniowego na bazie budownictwa wielkopłytowego. W latach 60. i 70. XX wieku powstały m.in. zespoły budynków osiedla „Kopalniana” czy też osiedle I.J. Paderewskiego. Indywidualizmem twórczym wyróżnia się zaś osiedle Tysiąclecia zaprojektowane przez Henryka Buszkę, Aleksandra Frantę, Mariana Dziewońskiego i Tadeusza Szewczyka. Projekt przewidywał zabudowę wysokościową, dochodzącą do 25 kondygnacji. Na osiedlu powstał też zespół pięciu wysokościowców, których bryły o wklęsło-wypukłych powierzchniach stanowiły metaforę kolb kukurydzy, stąd też ich nazwa – „Kukurydze”. Forma budynków nawiązywała do powstałych wcześniej bliźniaczych wieżowców Marina City w Chicago. Pierwszą Kukurydzę oddano do użytku w 1988 roku. Ten sam zespół architektów zaprojektował powstałe w latach 1970–1978 przy alei. W. Roździeńskiego osiedle W. Roździeńskiego, zwane też osiedlem „Gwiazdy”. Jest to zespół siedmiu mieszkalnych wieżowców powstałych na planie ośmioramiennej gwiazdy.
Lata 80. XX wieku w architekturze Katowic odznaczały się odwrotem od zasad funkcjonalizmu i konstruktywizmu na rzecz idei postmodernistycznych sięgających do tradycji zróżnicowanych formalnie brył budowli. Pierwsze odznaki tych trendów widoczne były w 1981 roku, kiedy to oddano do użytku wieżowce „Stalexportu”, które zaprojektował Đorđe Grujičić z biura KMG Trudbenik w Belgradzie. Wieżowce Stalexportu to trzonolinowce, które stosunkowo rzadko były budowane w Europie. Pierwowzorem wieżowców „Stalexportu” był Torres de Colón w Madrycie. W latach 80. XX wieku, w 1985 roku powstał w Katowicach jeszcze jeden wieżowiec – położny przy ulicy W. Stwosza biurowiec Wojewódzki.

### Okres po 1989 roku

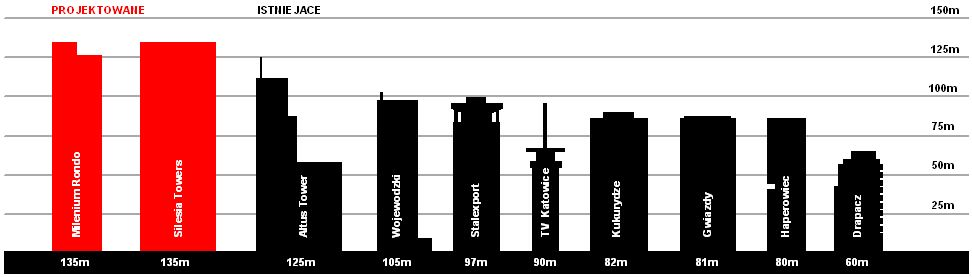
Schemat najwyższych budynków w Katowicach w 2006 roku; na czerwono planowane wówczas Millenium Rondo i Silesia Towers

W latach 90. XX wieki nastąpiło zahamowanie rozwoju miasta, a więc także i budowy wieżowców. Dokończono jednak budowę ostatnich Kukurydz oraz powstało kilka niższych budynków. Na kolejny boom budowlany trzeba było czekać do przełomu XX i XXI wieku. W tym też czasie miasto włączyło się w trend trwający w głównych polskich miastach wzmożonej budowy budynków wysokościowych. Wydział Budownictwa Urzędu Miasta Katowice zatwierdziło do realizacji wiele projektów, które miały zmienić krajobraz architektoniczno-urbanistyczny miasta, a centralnym punktem katowickiego city miały być tereny wokół ronda gen. J. Ziętka. Planowano m.in. budowę dwóch wieżowców biurowych przy Silesia City Center – Silesia Towers o wysokościach 165 i 135 m, a przy ulicy Sokolskiej 18 miał stanąć opracowany przez Wojciecha Wojciechowskiego 27-piętrowy wieżowiec biurowo-mieszkalny Jupiter Plaza.

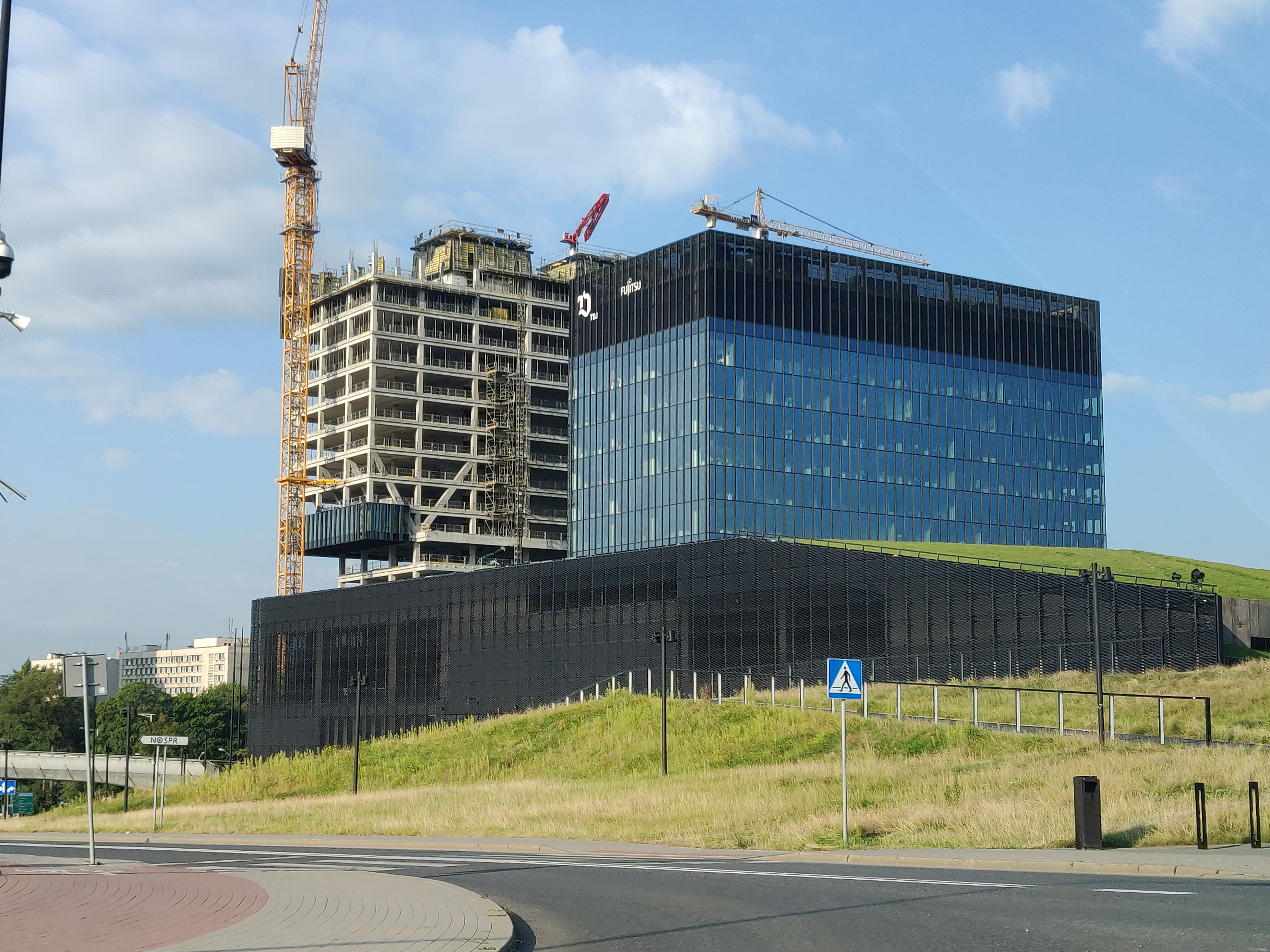
Budowa wieżowca .KTW II w sierpniu 2020 roku

W Strategii Rozwoju Miasta Katowice, uchwalonej w 2005 roku, za priorytetowe działania na rzecz dalszego dynamicznego rozwoju miasta przyjęto m.in. kształtowanie wielkomiejskiej zabudowy oraz bram miasta. W 2006 roku rozstrzygnięto konkurs na koncepcję nowoczesnego centrum Katowic, w którym zwyciężył projekt Tomasza Koniora. Zakładał on zmniejszenie przestrzeni alei W. Korfantego poprzez zabudowanie terenów po stronie zachodniej. W marcu 2008 roku Urząd Lotnictwa Cywilnego zatwierdził dla Katowic tzw. studium aeronautyczne, którego opracowanie było konieczne dla planowanej dalszej zabudowy wysokościowej miasta z uwagi na położone blisko centrum miasta lotnisko na Muchowcu. Uchwalone w 2012 roku Studium uwarunkowań i kierunków zagospodarowania przestrzennego miasta Katowice zakładało realizację nowych dominant architektonicznych w rejonie ulicy Chorzowskiej i alei W. Korfantego.
W latach 2002–2003 przy ulicy Uniwersyteckiej powstał najwyższy wówczas budynek biurowo-usługowy w południowej Polsce – Altus. Gmach liczący 125 m ukształtowany został z trzech połączonych ze sobą brył połączonych w przyziemiu czterokondygnacyjnym atrium. Głównym architektem budynku był Dietera Paleta. Altus był też pierwszym w województwie śląskim budynkiem o wysokości przekraczającej 120 m. W latach 2018–2021 wzniesiono kompleks dwóch wysokościowców Sokolska 30 Towers, a w latach 2018–2020 Face2Face Business Campus. Pod koniec 2020 roku rozpoczęła się budowa położonego w sąsiedztwie Silesia City Center budynku Craft. Oddany do użytku w lutym 2022 roku wyższy, 134-metrowy wieżowiec .KTW stał się w momencie otwarcia najwyższym wieżowcem Katowic. Dla architektów z Medusa Group pierwowzorem kompleksu. KTW był budynek De Rotterdam poprzez zastosowanie przesuniętych względem siebie prostopadłościanów.
W 2021 roku cieszyńska spółka Atal rozpoczęła budowę dwóch kompleksów wysokościowców: Atal Sky+ i Atal Olimpijska.

## Galeria

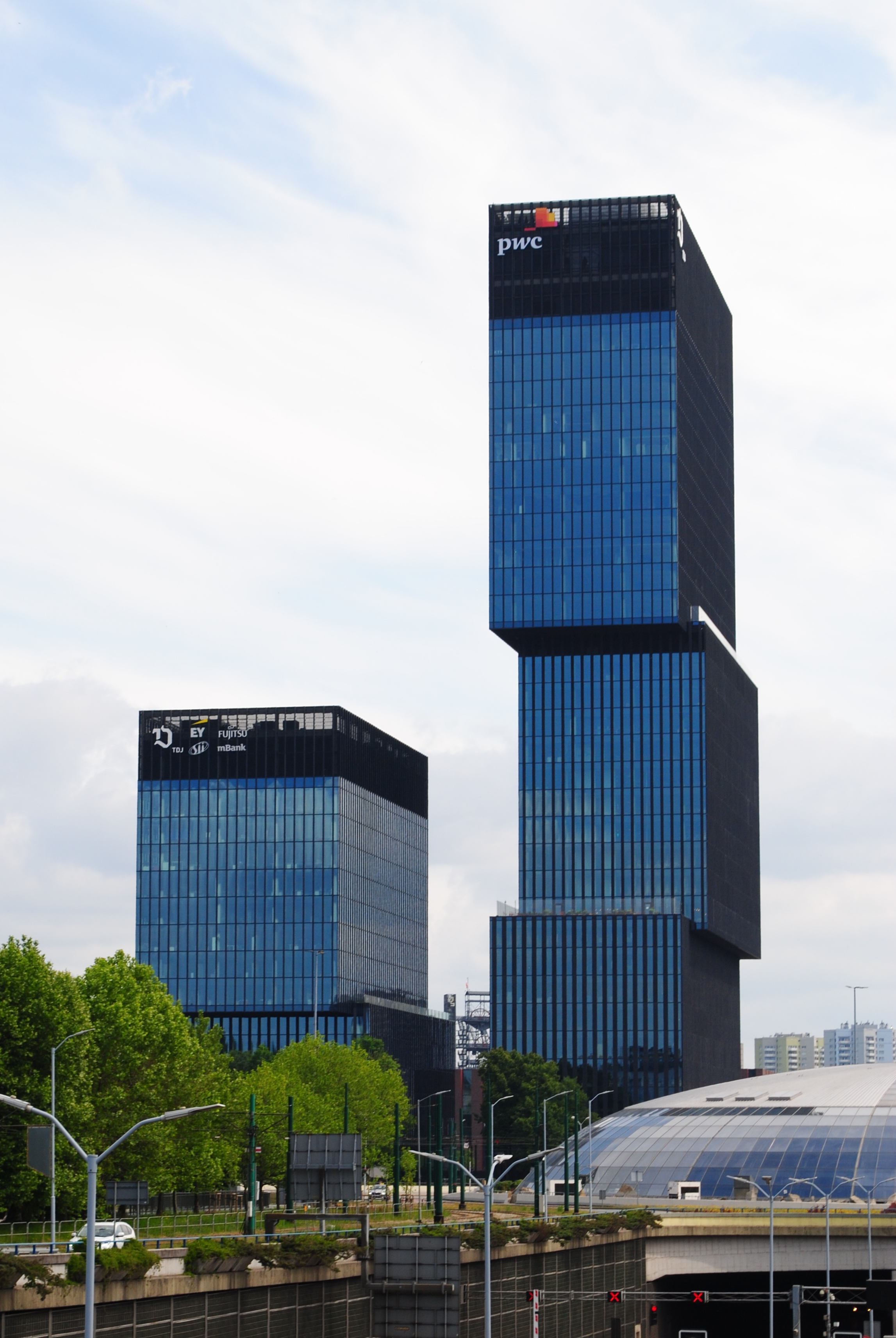
Kompleks wieżowców .KTW (66+134 m)
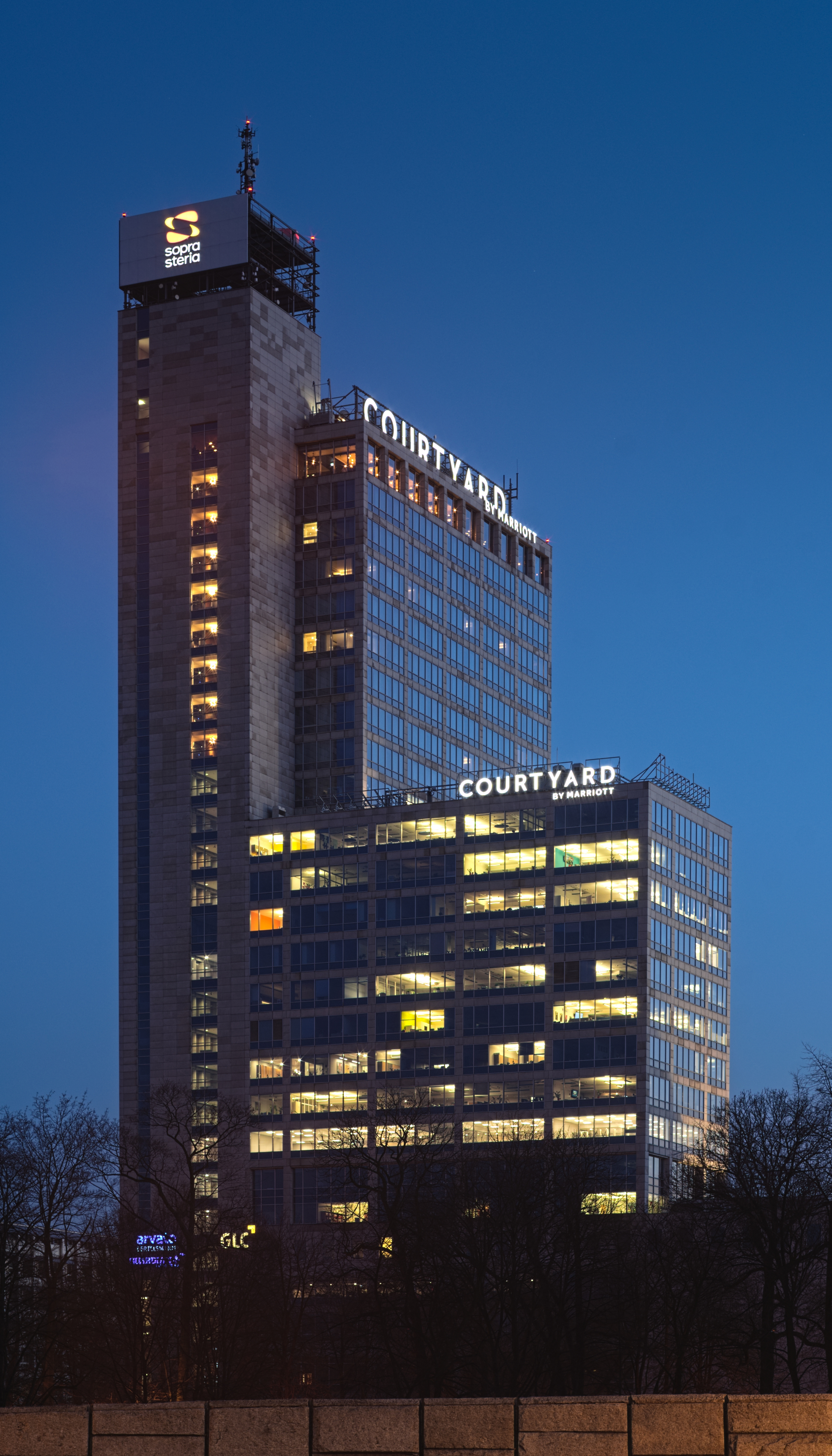
Wieżowiec Altus (125 m)
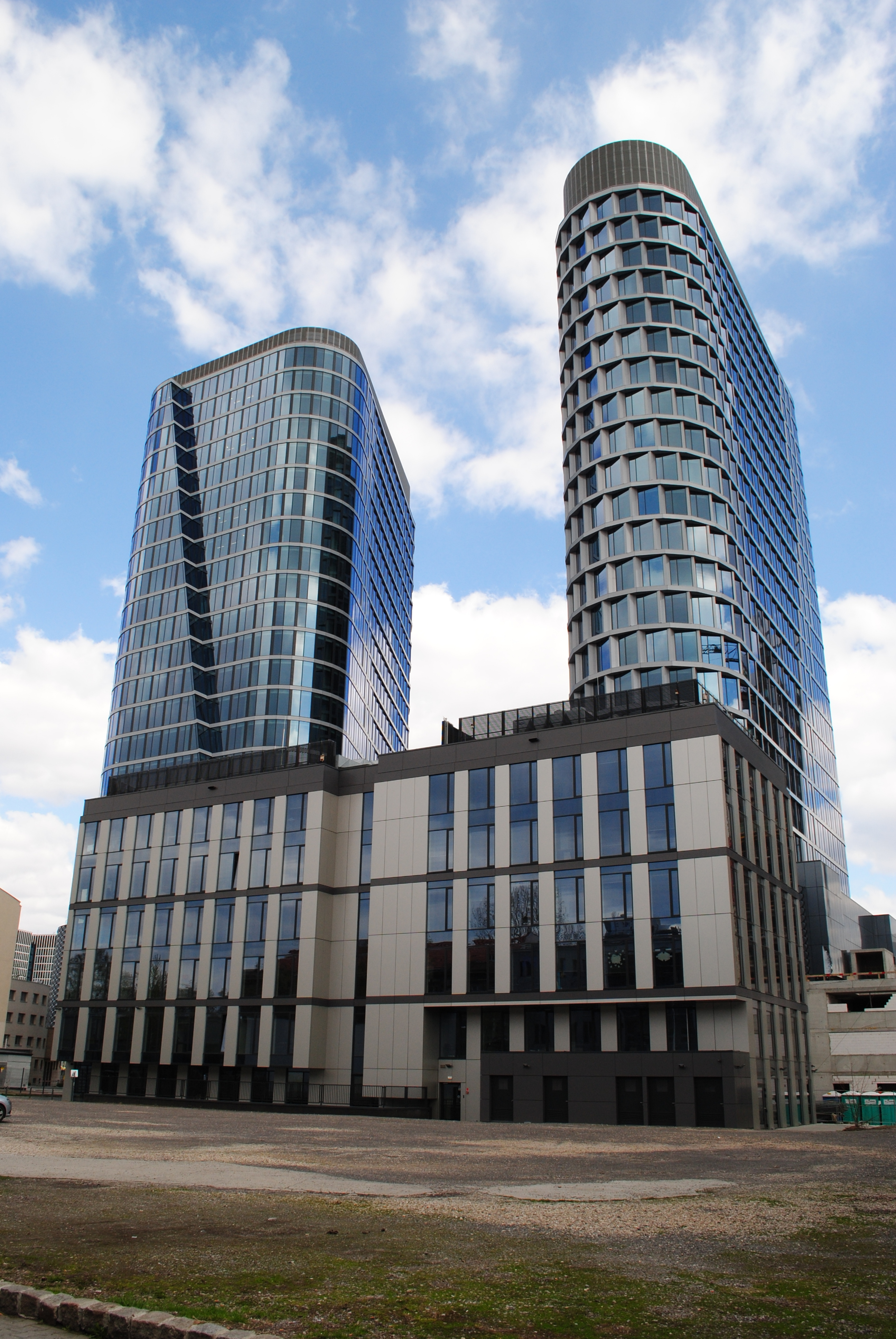
Wieżowce Global Office Park (po 109 m)
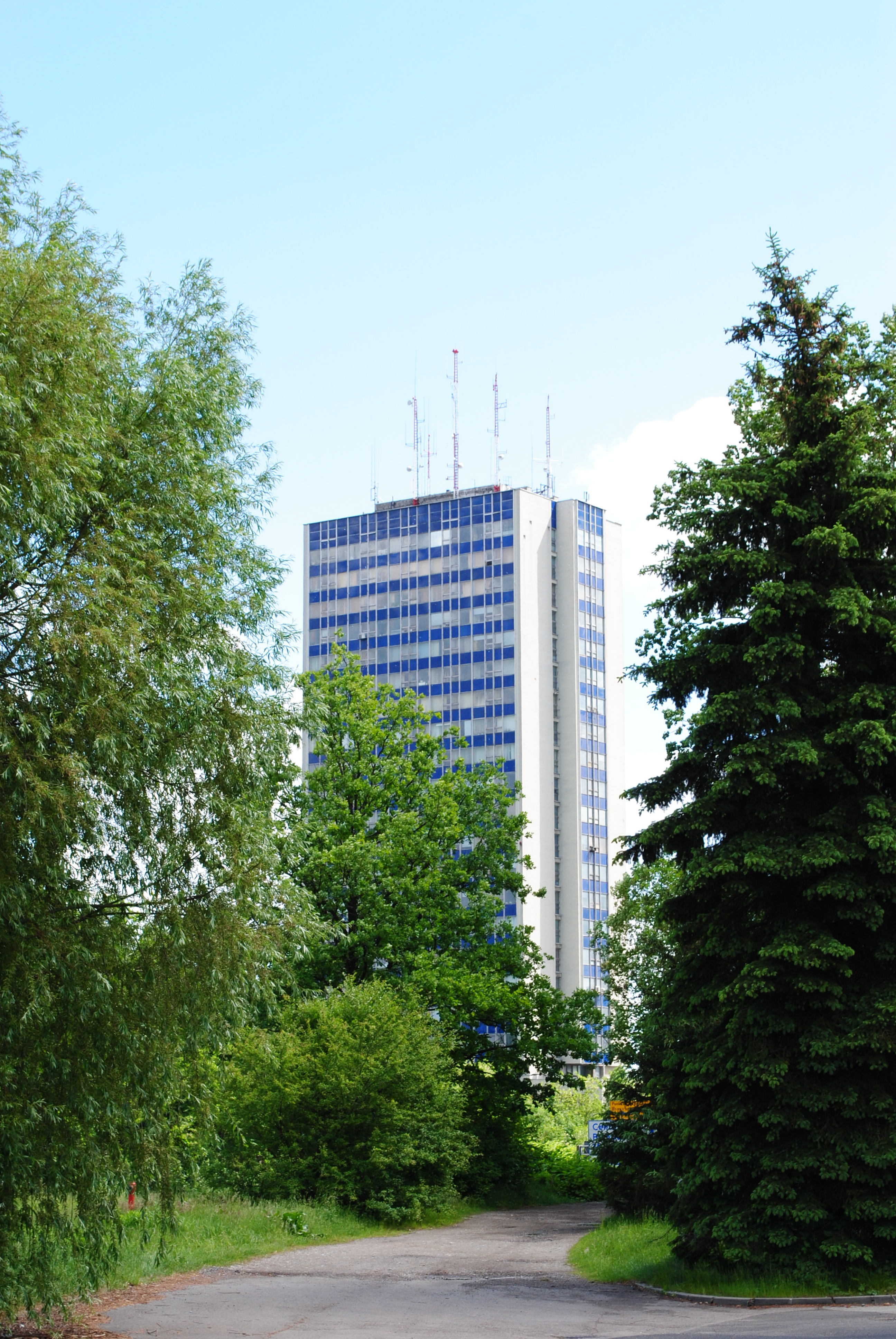
Biurowiec Wojewódzki (105 m)
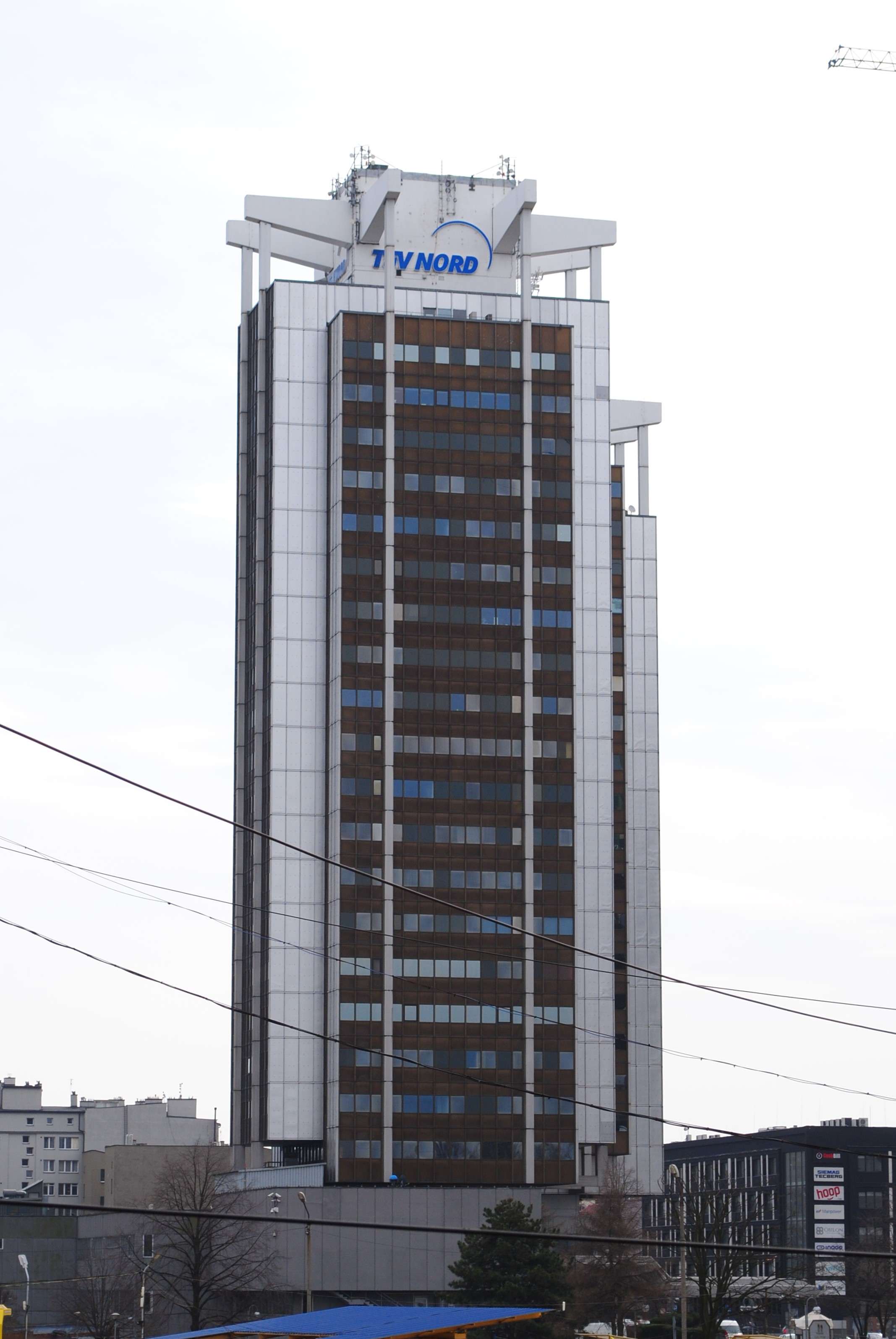
Wieżowce „Stalexportu” (99 i 92 m)
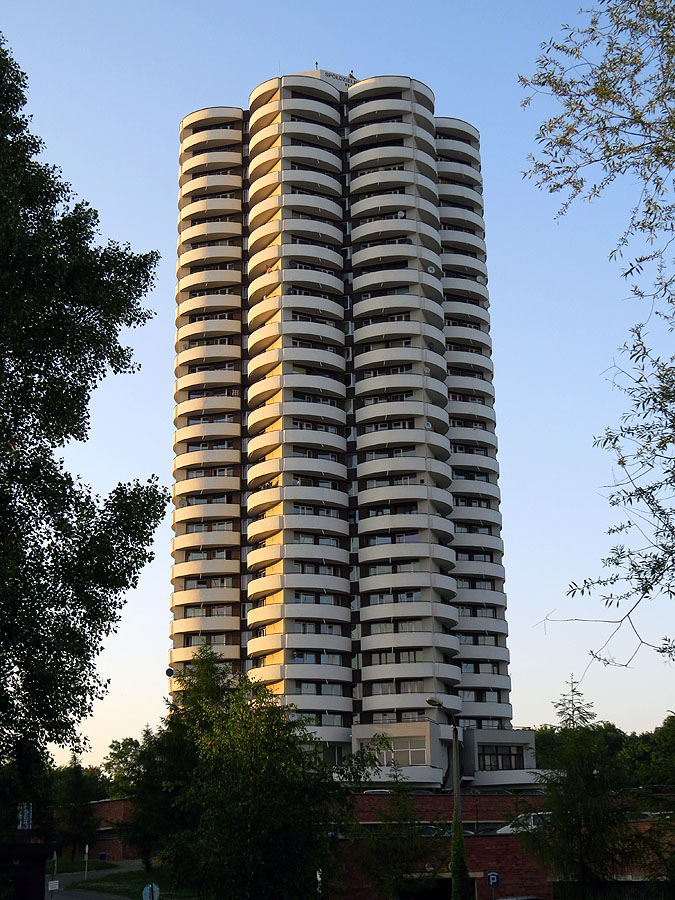
Jedna z „Kukurydz” na osiedlu Tysiąclecia
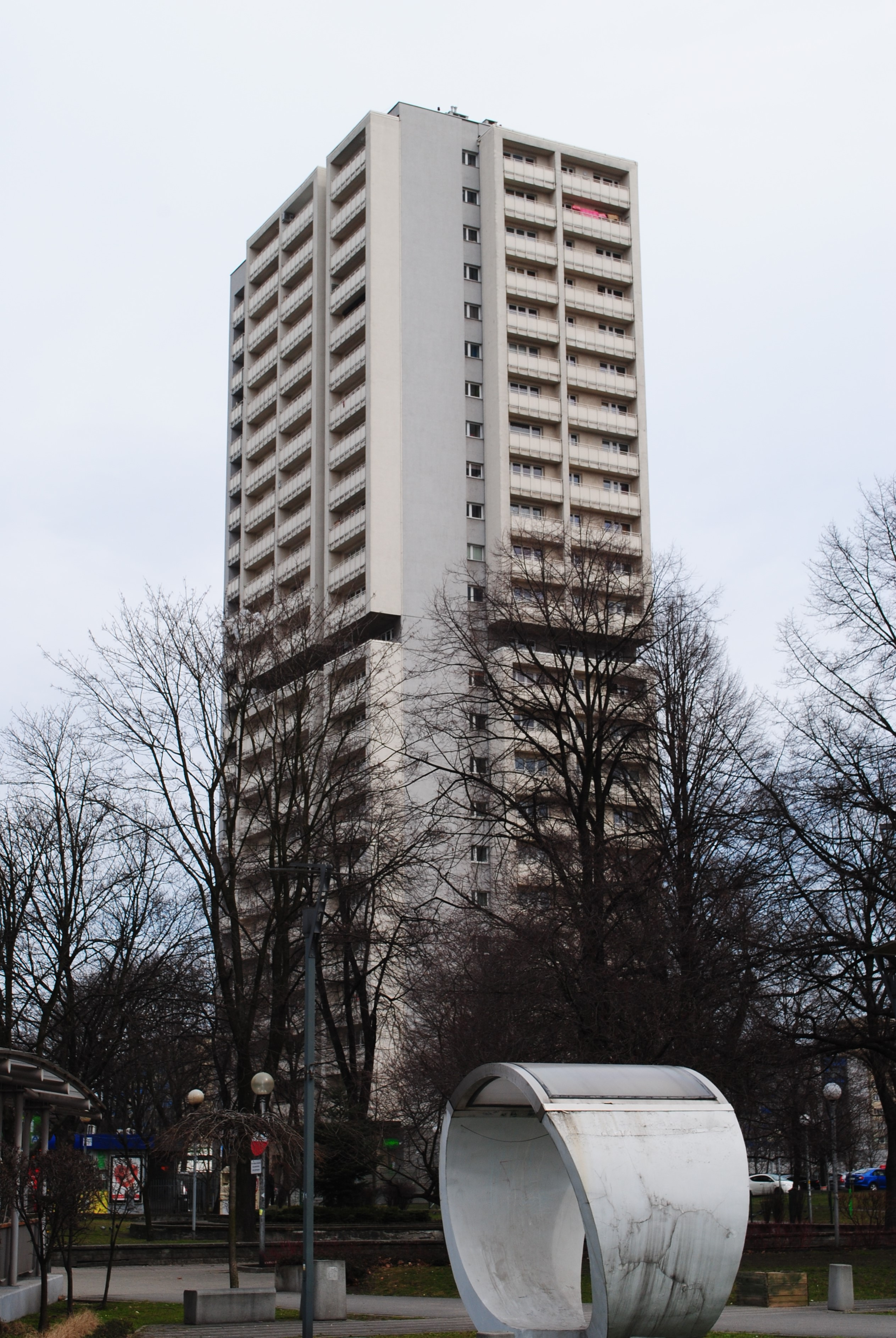
Hapeerowiec (83 m)
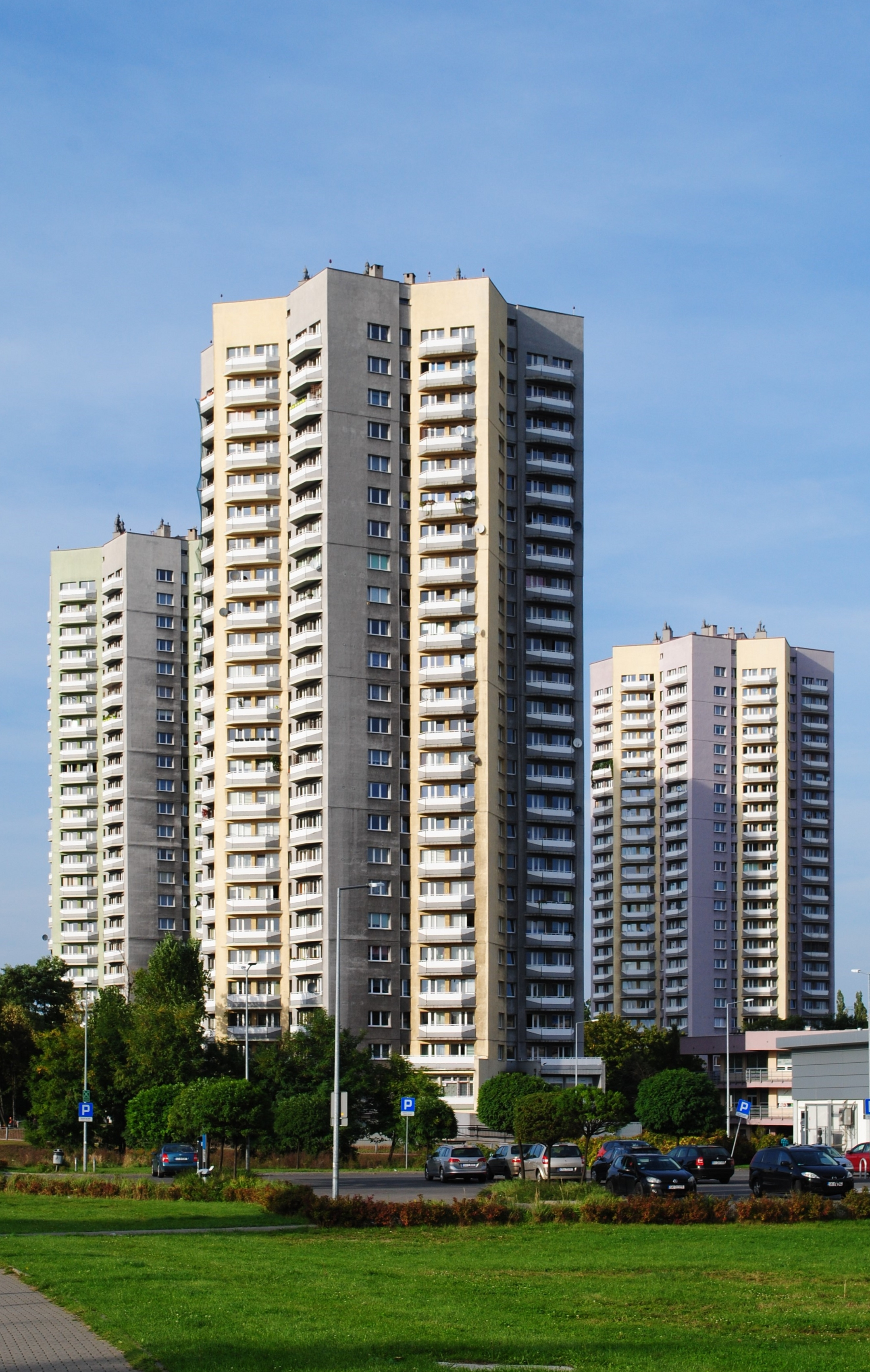
„Gwiazdy” na osiedlu W. Roździeńskiego
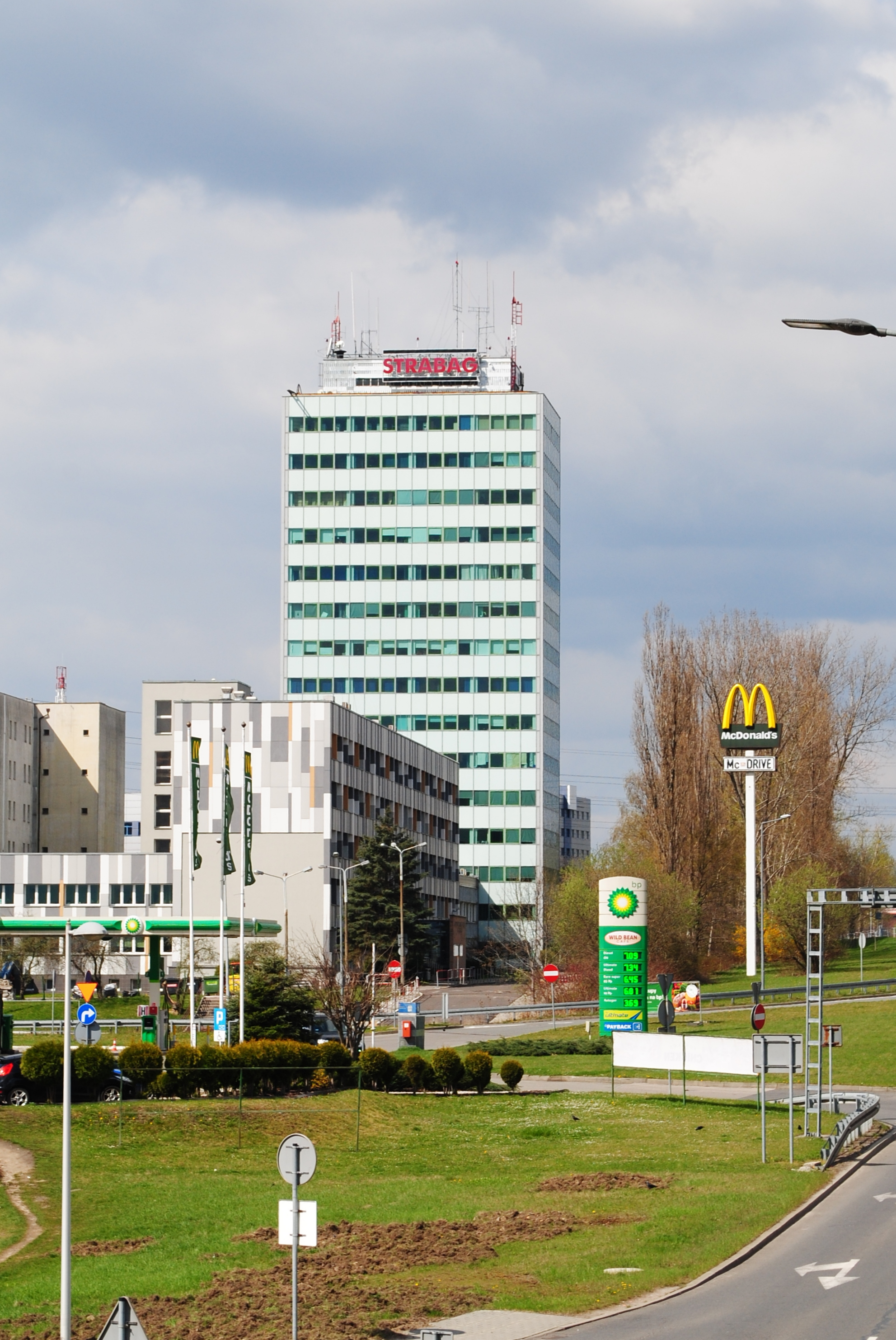
Francuska 70 (73 m)
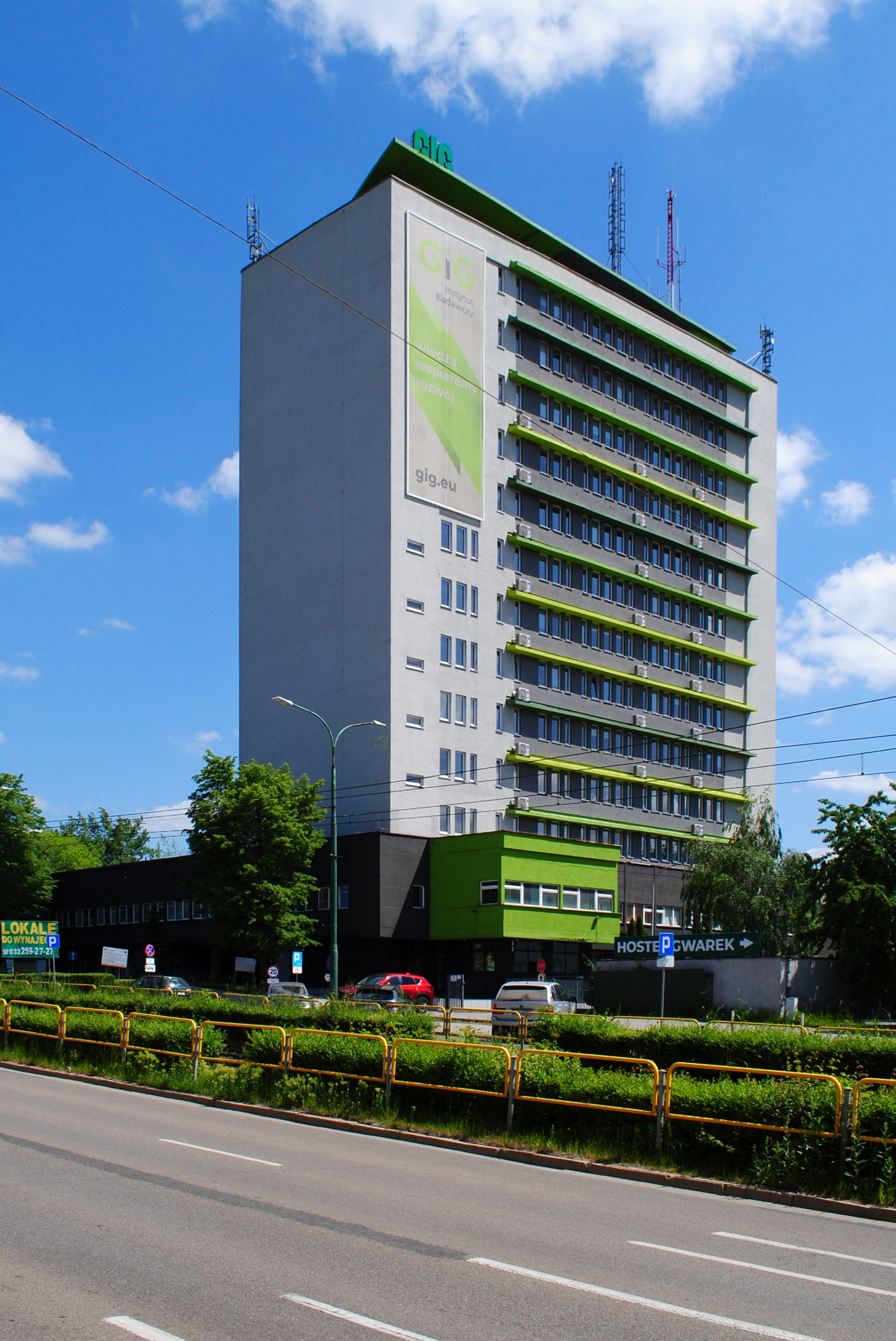
GIG Office Point (65 m)
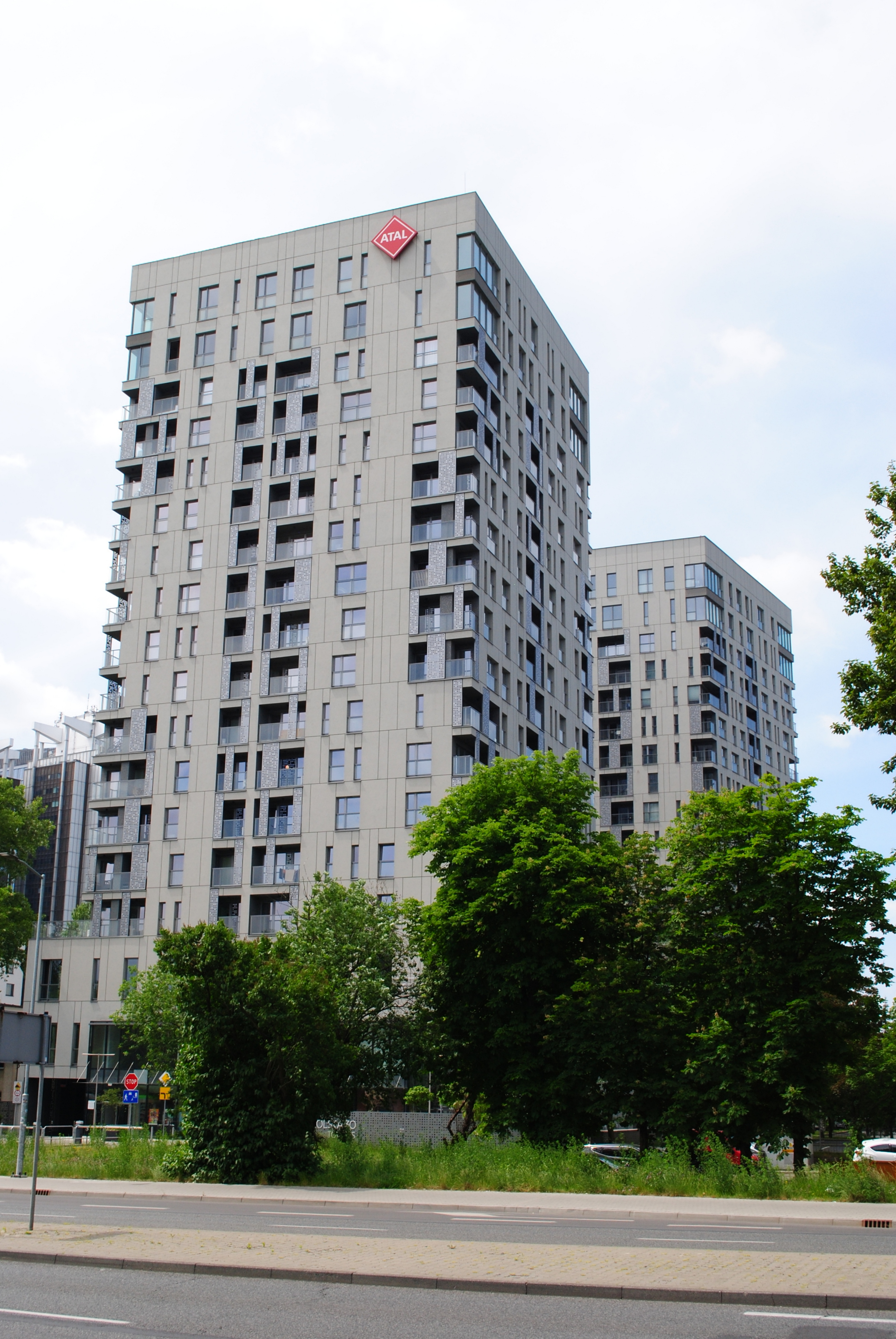
Budynki Sokolska 30 Towers (63 m)
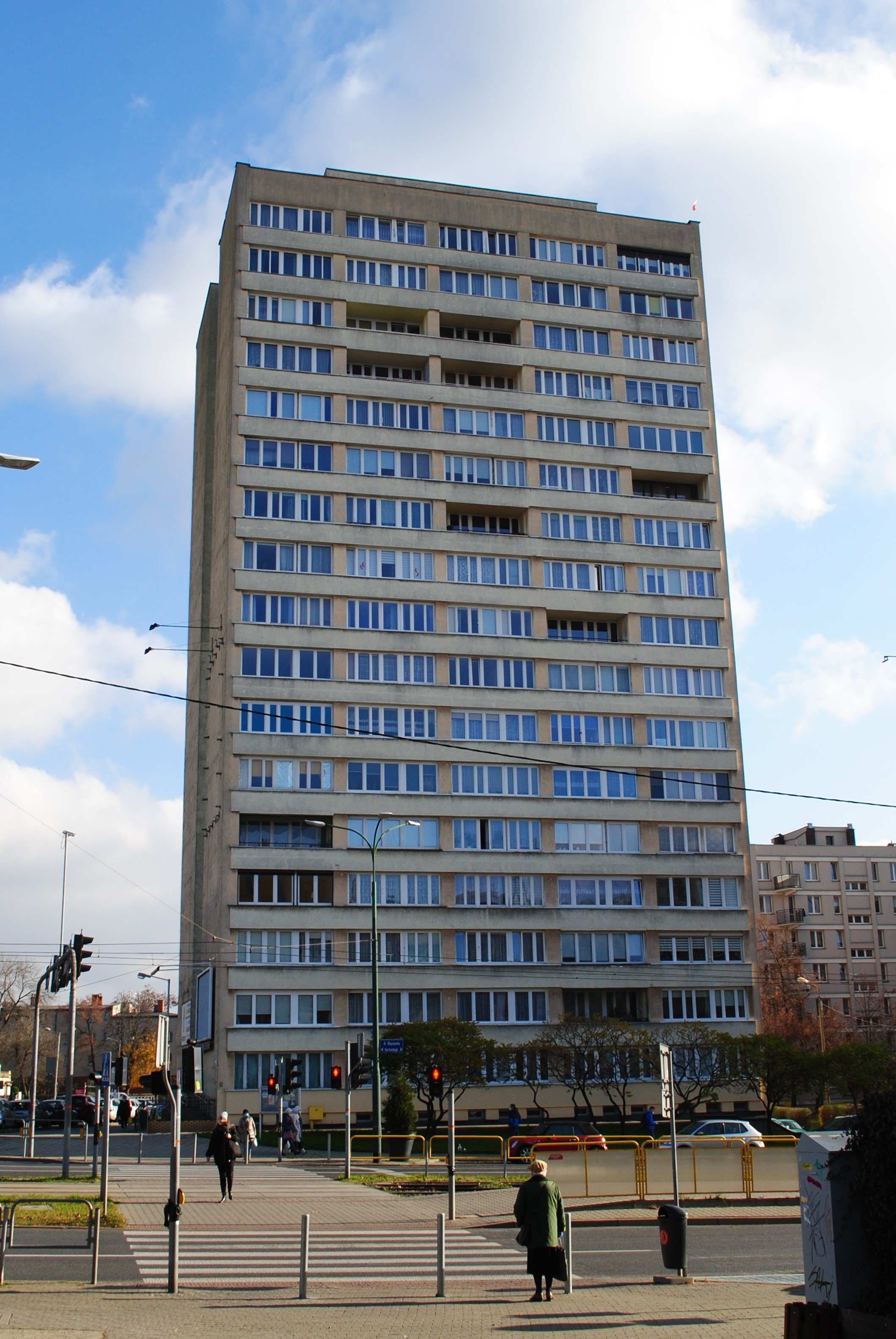
Górnik I (62 m)